# Dominic James
Dominic Davon James (Richmond, 5 ottobre 1986) è un ex cestista statunitense, professionista in Europa.

## Palmarès
- Coppa di Bulgaria: 1

Academic Sofia: 2011
- Coppa di Serbia: 1

Partizan Belgrado: 2012